# 大埔工業邨巴士總站
大埔工業邨巴士總站（英語：Tai Po Industrial Estate Bus Terminus）是香港新界大埔區的巴士總站，位於大埔工業邨內，大昌街及大貴街交界，於1982年11月22日啟用。這巴士總站共有5條路線，但只有2條是全日線。

## 歷史
香港政府於1974年籌建工業邨，於大埔汀角路對開興建全港首個工業邨，於1978年正式啟用。
大埔工業邨巴士總站並非在大埔工業邨啟用後就立刻出現，要到1982年11月22日才啟用，1982年11月19日。現在九龍巴士72A線和九龍巴士73線仍以大埔工業邨為總站，以及兩條只在平日早上繁忙時間行走的巴士路線以此站為終點站。此外，新界區專線小巴26線途經此站對開的大貴街和大昌街。

## 總站路線資料

### 九龍巴士72A線
- 大圍站 ↔ 大埔工業邨

每日提供服務。途經大埔海濱公園、怡雅苑、大元邨、大埔舊墟、大埔墟、廣福邨、大埔滘、松仔園、香港中文大學、九肚山、源禾路、乙明邨、大圍。

### 九龍巴士73線（平日日間時段）
- 粉嶺（華明） ↔ 大埔工業邨

星期一至星期五日間提供服務，平日晚間時段、星期六、日及公眾假期全日以大埔中心巴士總站為總站，途經下坑、怡雅苑、大元邨、大埔舊墟、大埔墟、太和邨、梅樹坑、泰亨、九龍坑及和合石。

### 九龍巴士96線
- 康盛花園 ↔ 大埔工業邨

2022年12月12日投入服務，途經寶林、坑口、將軍澳市中心、將藍公路、麗港城、觀塘繞道、大老山隧道、香港科學園、白石角、運頭塘邨、大埔中心、太和邨及富亨邨。

### 九龍巴士265S線
- 大埔工業邨 → 天水圍市中心

只在平日早上提供服務。途經怡雅苑、大元邨、大埔舊墟、大埔墟、廣福邨、天耀邨、天瑞邨、天恩邨、香港濕地公園、天晴邨、嘉湖山莊美湖居、栢慧豪園。

### 九龍巴士274P線
- 烏溪沙站 ↔ 大埔工業邨

只在平日繁忙時間提供單向服務。途經烏溪沙、馬鞍山市中心、耀安邨、香港科學園、白石角、廣福邨、大埔墟、大埔舊墟、富亨邨、怡雅苑。

## 途經路線資料

### 九龍巴士73F線
- 荃灣（如心廣場） ↔ 香港教育大學

於2023年12月18日投入服務，途經荃灣市中心、大窩口站、昌榮路、梨木樹邨、城門隧道、吐露港公路及大埔工業邨，只於平日繁忙時間提供服務。

### 九龍巴士74F線
- 觀塘碼頭 ↔ 香港教育大學

於2019年12月30日投入服務，途經觀塘市中心、牛頭角、九龍灣、啟業邨、彩虹邨、大老山隧道及大埔工業邨，只於平日繁忙時間提供服務。

### 九龍巴士263C線
- 屯門站 ↔ 香港教育大學

於2019年5月2日起投入服務，途經屯門新墟、屯門市中心、友愛邨/安定邨、兆麟苑及豐景園往來香港科學園、白石角、廣福邨、大埔墟、大埔中心和大埔工業邨，只限平日繁忙時間提供服務。

### 九龍巴士265S線
- 天水圍市中心 → 香港教育大學

只在平日早上提供服務。途經怡雅苑、大元邨、大埔舊墟、大埔墟、廣福邨、天耀邨、天瑞邨、天恩邨、香港濕地公園、天晴邨、嘉湖山莊美湖居、栢慧豪園。